# Linea Kashii
La linea Kashii (香椎線線?, Kashii-sen) è una linea ferroviaria regionale dell'isola del Kyūshū, in Giappone, gestita dalla JR Kyushu, e collega la Saitozaki a quella di Umi, passando totalmente nella prefettura di Fukuoka, e per oltre metà percorso nella città di Fukuoka, attraversando il promontorio di Umino Nakamichi.

## Caratteristiche
- Operatori: JR Kyushu
- Lunghezza: 25,4 km
- Scartamento: 1067 mm
- Stazioni: 16
- Numero di binari: tutta la linea è a binario singolo
- Elettrificazione: tutta la linea è a trazione termica
- Segnalamento ferroviario: automatico

## Servizi
Sulla linea circolano in media treni ogni 20 o 30 minuti a seconda delle sezioni, e fermano in tutte le stazioni.

## Stazioni
- Il simbolo "" indica che la stazione si trova nella zona comunale di Fukuoka
- Tutti i treni fermano in tutte le stazioni della tratta
- Tutte le stazioni si trovano nella prefettura di Fukuoka
- Informazioni sul binario: ◇ e ∨: i treni possono incrociarsi;｜: i treni non possono incrociarsi; ∥: doppio binario (sulla linea principale Nagasaki)

| Soprannome            | Stazione     | Stazione              | Stazione   | Distanza | Distanza                             | Collegamenti                                                        | Binari     | Posizione          |
| Soprannome            |              | Alfabeto              | Giapponese | Interst. | Totale                               | Collegamenti                                                        | Binari     | Posizione          |
| --------------------- | ------------ | --------------------- | ---------- | -------- | ------------------------------------ | ------------------------------------------------------------------- | ---------- | ------------------ |
| Linea Umino Nakamichi | [福]         | Saitozaki             | 西戸崎     | -        | 0.0                                  |                                                                     | ∨          | Higashi-ku Fukuoka |
| Linea Umino Nakamichi | [福]         | Umi-no-Nakamichi      | 海ノ中道   | 2.1      | 2.1                                  |                                                                     | ｜         | Higashi-ku Fukuoka |
| Linea Umino Nakamichi |              | Semaforo di Nakamichi | 中道信号場 | -        | 3.0                                  |                                                                     | ◇          | Higashi-ku Fukuoka |
| Linea Umino Nakamichi | [福]         | Gannosu               | 雁ノ巣     | 4.4      | 6.5                                  |                                                                     | ◇          | Higashi-ku Fukuoka |
| Linea Umino Nakamichi | [福]         | Nata                  | 奈多       | 0.9      | 7.4                                  |                                                                     | ｜         | Higashi-ku Fukuoka |
| Linea Umino Nakamichi | [福]         | Wajiro                | 和白       | 1.8      | 9.2                                  | Linea Kaizuka                                                       | ◇          | Higashi-ku Fukuoka |
| Linea Umino Nakamichi | [福]         | Kashii                | 香椎       | 3.7      | 12.9                                 | Linea principale Kagoshima Linea Kaizuka (presso Nishitetsu Kashii) | ◇          | Higashi-ku Fukuoka |
|                       | [福]         |                       |            | 3.7      | 12.9                                 | Linea principale Kagoshima Linea Kaizuka (presso Nishitetsu Kashii) | ◇          | Higashi-ku Fukuoka |
| [福]                  | Kashii Jingū | 香椎神宮              | 1.3        | 14.2     |                                      | ｜                                                                  |            | Higashi-ku Fukuoka |
| [福]                  | Maimatsubara | 舞松原駅              | 0.6        | 14.8     |                                      | ｜                                                                  |            | Higashi-ku Fukuoka |
| [福]                  | Doi          | 土井                  | 1.6        | 16.4     |                                      | ◇                                                                   |            | Higashi-ku Fukuoka |
|                       | Iga          | 伊賀                  | 1.8        | 18.2     |                                      | ｜                                                                  | Kasuya     |                    |
|                       | Chōjabaru    | 長者原                | 1.0        | 19.2     | Linea Sasaguri Linea Fukuhoku-Yutaka | ｜                                                                  | Kasuya     |                    |
|                       | Sakado       | 酒殿                  | 1.4        | 20.6     |                                      | ◇                                                                   | Kasuya     |                    |
|                       | Sue          | 須恵                  | 1.3        | 21.9     |                                      | ｜                                                                  | Sue Kasuya |                    |
|                       | Sue-Chūō     | 須恵中央              | 1.2        | 23.1     |                                      | ｜                                                                  | Sue Kasuya |                    |
|                       | Shinbaru     | 新原                  | 1.0        | 24.1     |                                      | ◇                                                                   | Sue Kasuya |                    |
|                       | Umi          | 宇美                  | 1.3        | 25.4     |                                      | ｜                                                                  | Umi Kasuya |                    |

## Materiale rotabile
Sulla linea vengono utilizzate le automotrici KiHa serie 47

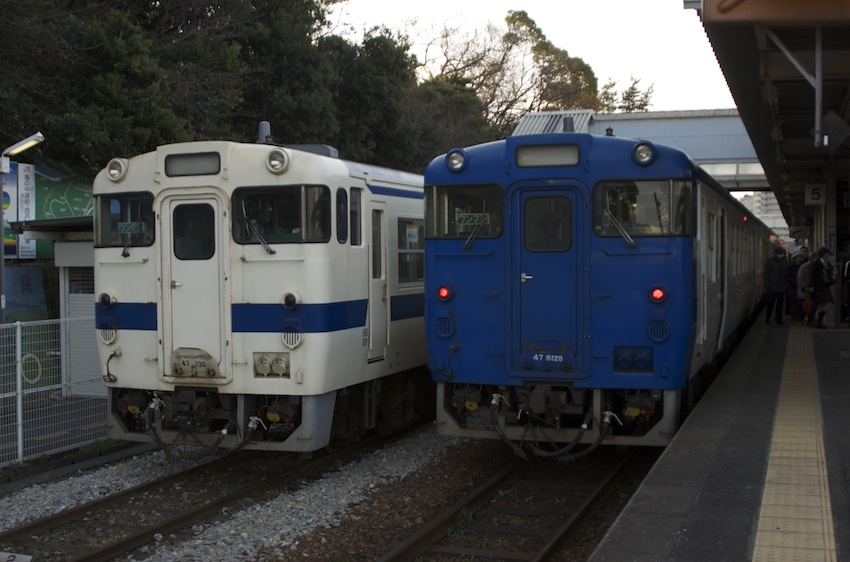
Due treni alla stazione di Kashii
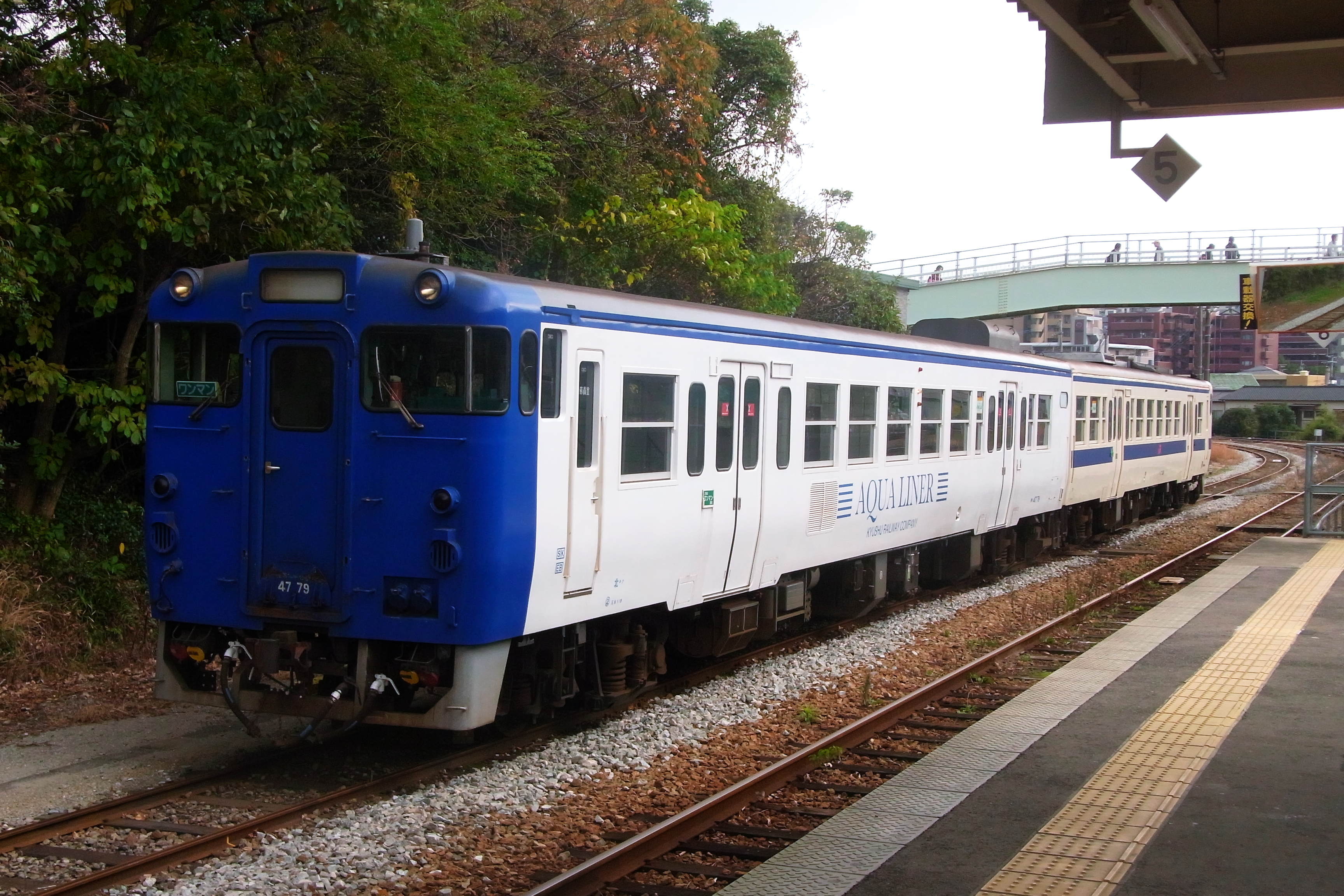
Treno in livrea "Aqualiner"